# Coll de la Montanyeta
El Coll de la Montanyeta, és una collada que es troba en el terme municipal de la Vall de Boí, a la comarca de l'Alta Ribagorça. És dins del Parc Nacional d'Aigüestortes i Estany de Sant Maurici.

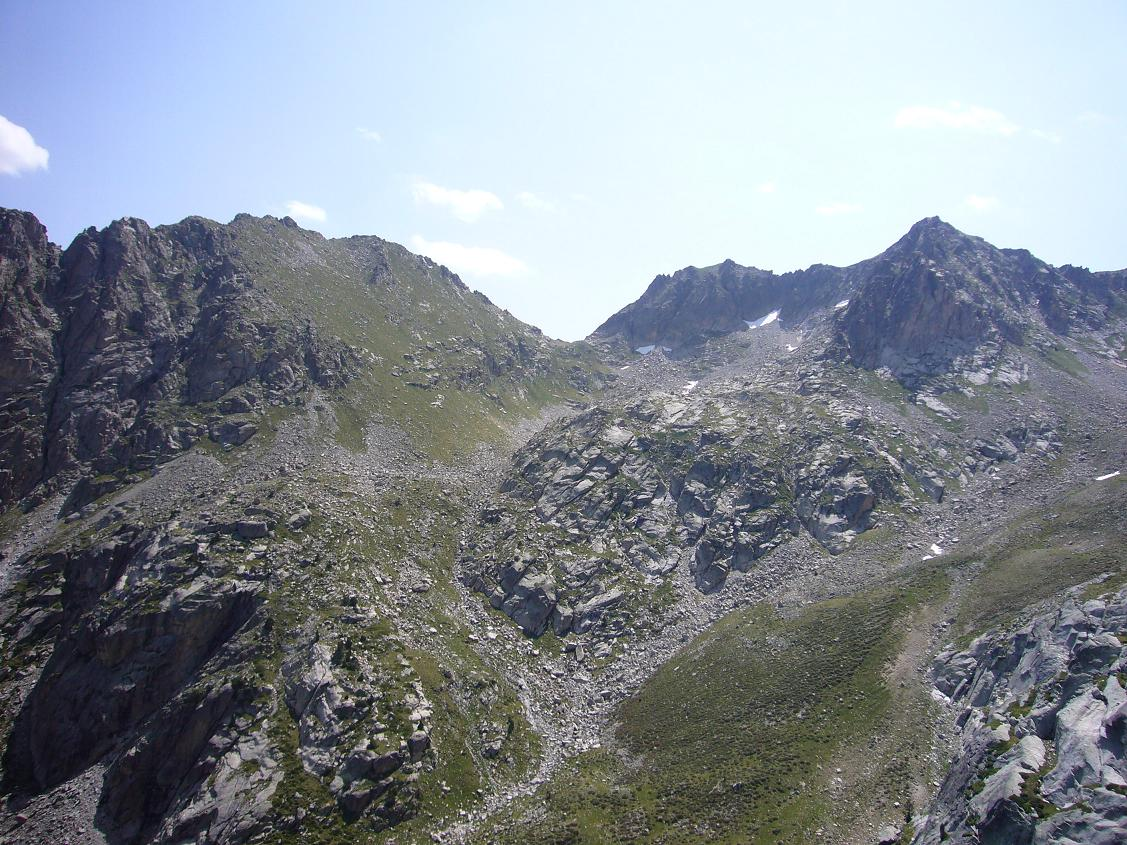
El coll des de la coma d'Amitges

El coll està situat a 2.664,6 metres d'altitud, al sud del Tossal de la Montanyeta; comunica la Coma dels Pescadors (E) i la Coma d'Amitges (O).

## Rutes[2]
El Refugi d'Estany Llong és el més proper a la collada; sent el camí pel vessant de la Coma d'Amitges una mica més curt que el del vessant de la Coma dels Pescadors.